# Toana excisa
Toana excisa är en fjärilsart som beskrevs av George Francis Hampson 1918. Toana excisa ingår i släktet Toana och familjen nattflyn. Inga underarter finns listade i Catalogue of Life.